# Rhamphadoretus minutulus
Rhamphadoretus minutulus är en skalbaggsart som beskrevs av Brenske 1895. Rhamphadoretus minutulus ingår i släktet Rhamphadoretus och familjen Rutelidae. Inga underarter finns listade i Catalogue of Life.